# Isaac Watts
Pour les articles homonymes, voir Watts (nom de famille).
Isaac Watts (Southampton, 17 juillet 1674 – Abney Park, Stoke Newington, 25 novembre 1748) est un hymnographe, poète, prédicateur, théologien, logicien et pédagogue anglais.

## Biographie
Isaac Watts est étroitement lié avec le lord-maire de Londres Thomas Abney, comme lui non-conformiste, et passe chez lui ses trente-six dernières années. On lui doit :
- une Logique (en anglais), devenu classique en Angleterre, traduit par E. Jouffroy, 1846,
- le Perfectionnement de l'entendement (The Improvement of the Mind, traduit par Daniel de Superville (1700-1762) sous le titre de Culture de l'esprit, 1762),
- des ouvrages de morale et de piété, entre autres plus de 750 cantiques pour le culte, chanté dans beaucoup d'Églises chrétiennes  ce qui lui valut son surnom de « père de l'hymnodie anglaise ».

## Source
Marie-Nicolas Bouillet  et Alexis Chassang (dir.), « Isaac Watts » dans Dictionnaire universel d’histoire et de géographie, 1878 (lire sur Wikisource)